# Saint-Piat
Saint-Piat is een gemeente in het Franse departement Eure-et-Loir (regio Centre-Val de Loire). De plaats maakt deel uit van het arrondissement Chartres. Saint-Piat telde op 1 januari 2022 1.121 inwoners.

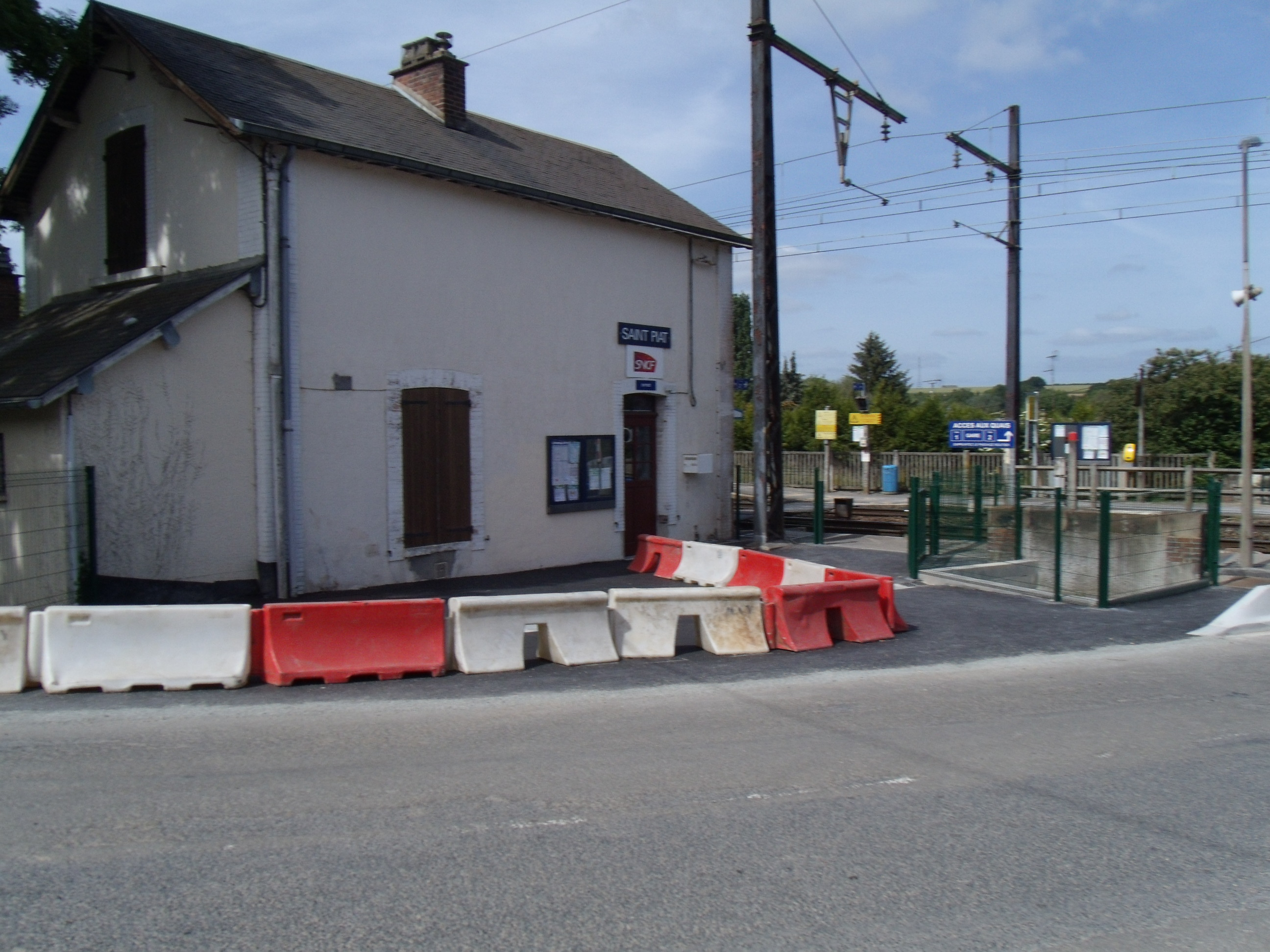
Station van Saint-Piat
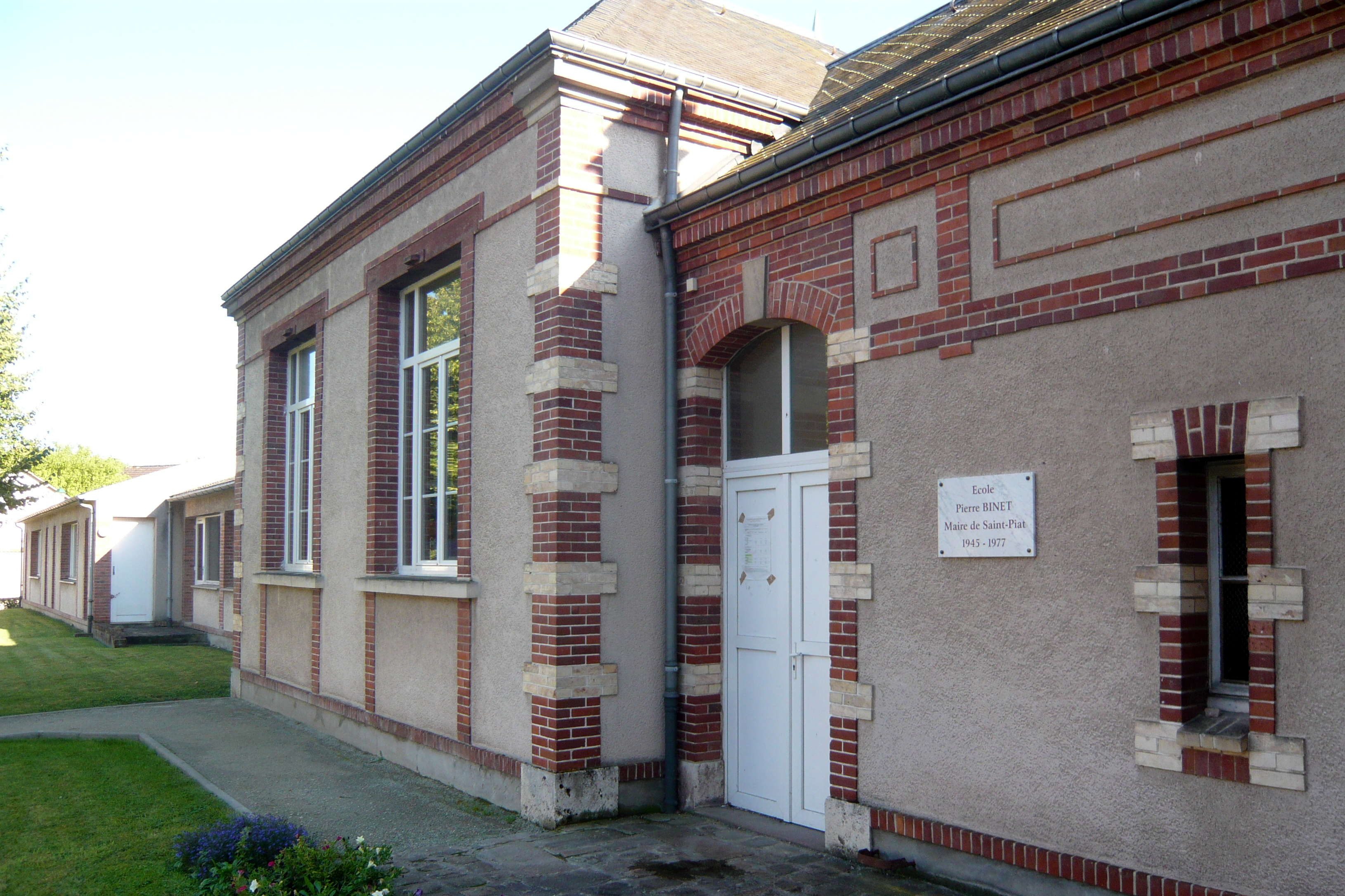
School Pierre Binet
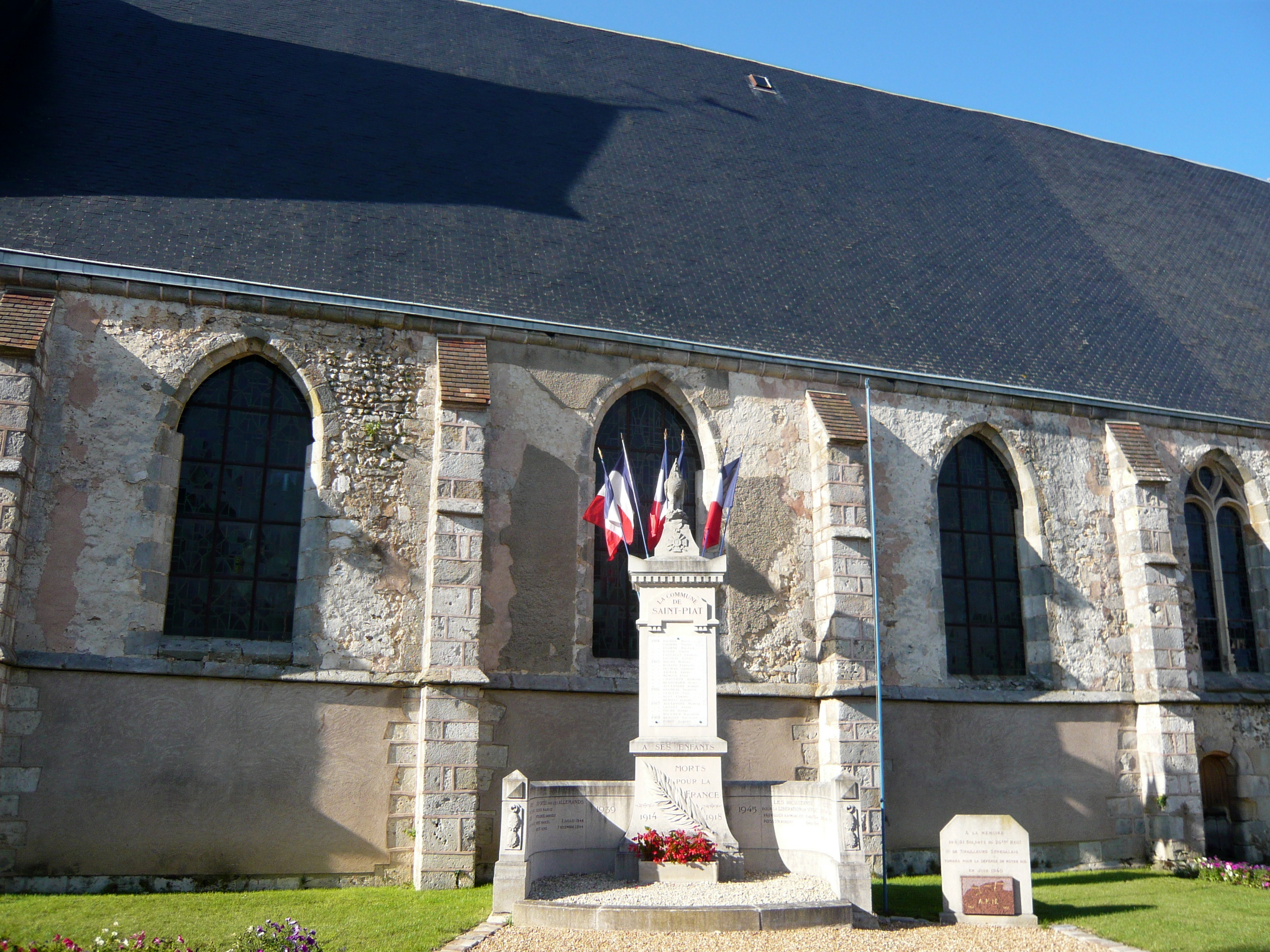
Kerk van Saint-Piat

## Geografie
De oppervlakte van Saint-Piat bedroeg op 1 januari 2022 11,29 vierkante kilometer; de bevolkingsdichtheid was toen 99,3 inwoners per km².

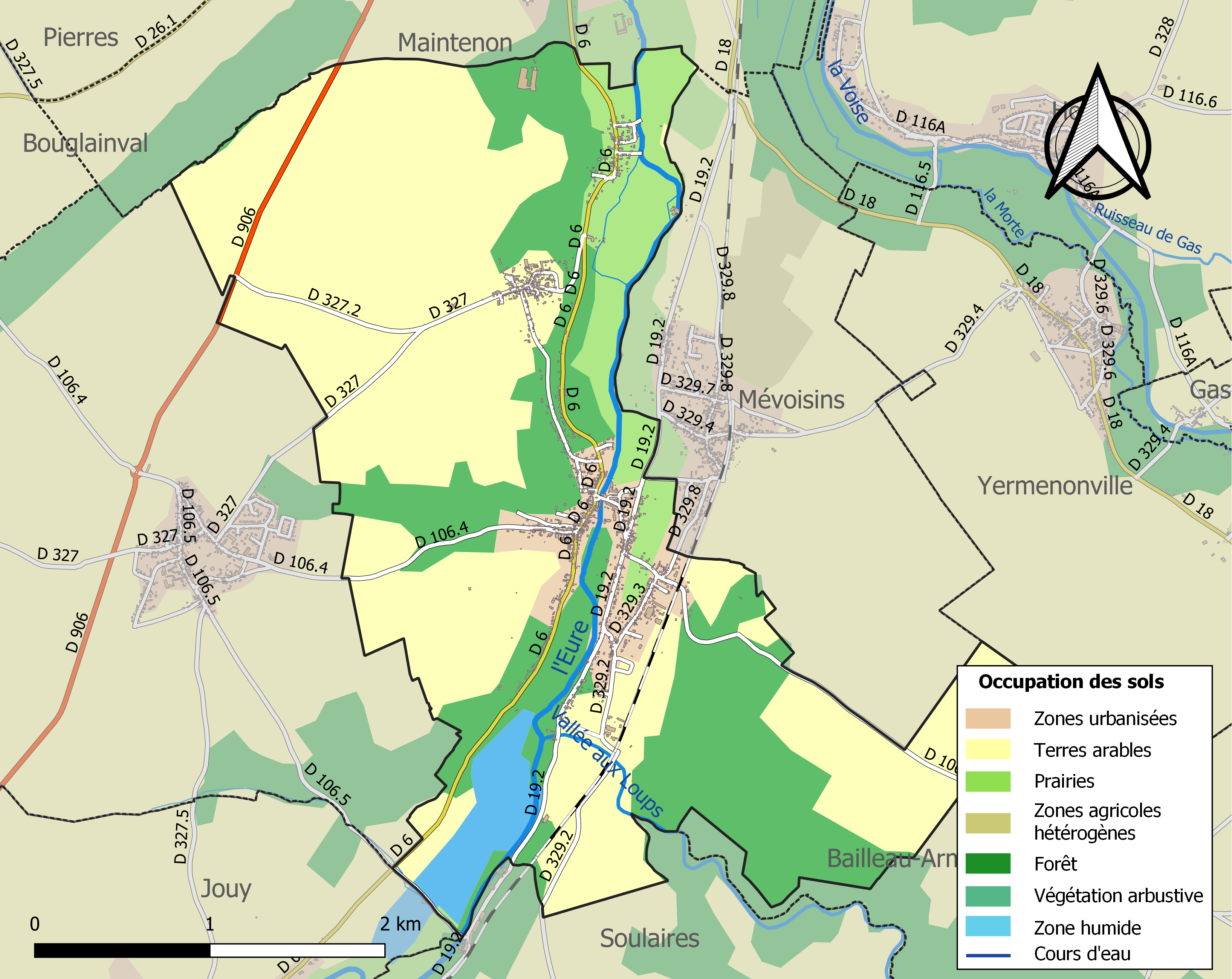
Kaart van de gemeente met belangrijkste infrastructuur, bodemgebruik en omliggende gemeenten

## Verkeer en vervoer
In de gemeente ligt spoorwegstation Saint-Piat.
{

## Demografie
Onderstaande figuur toont het verloop van het inwonertal (bron: INSEE-tellingen).